# Automanette

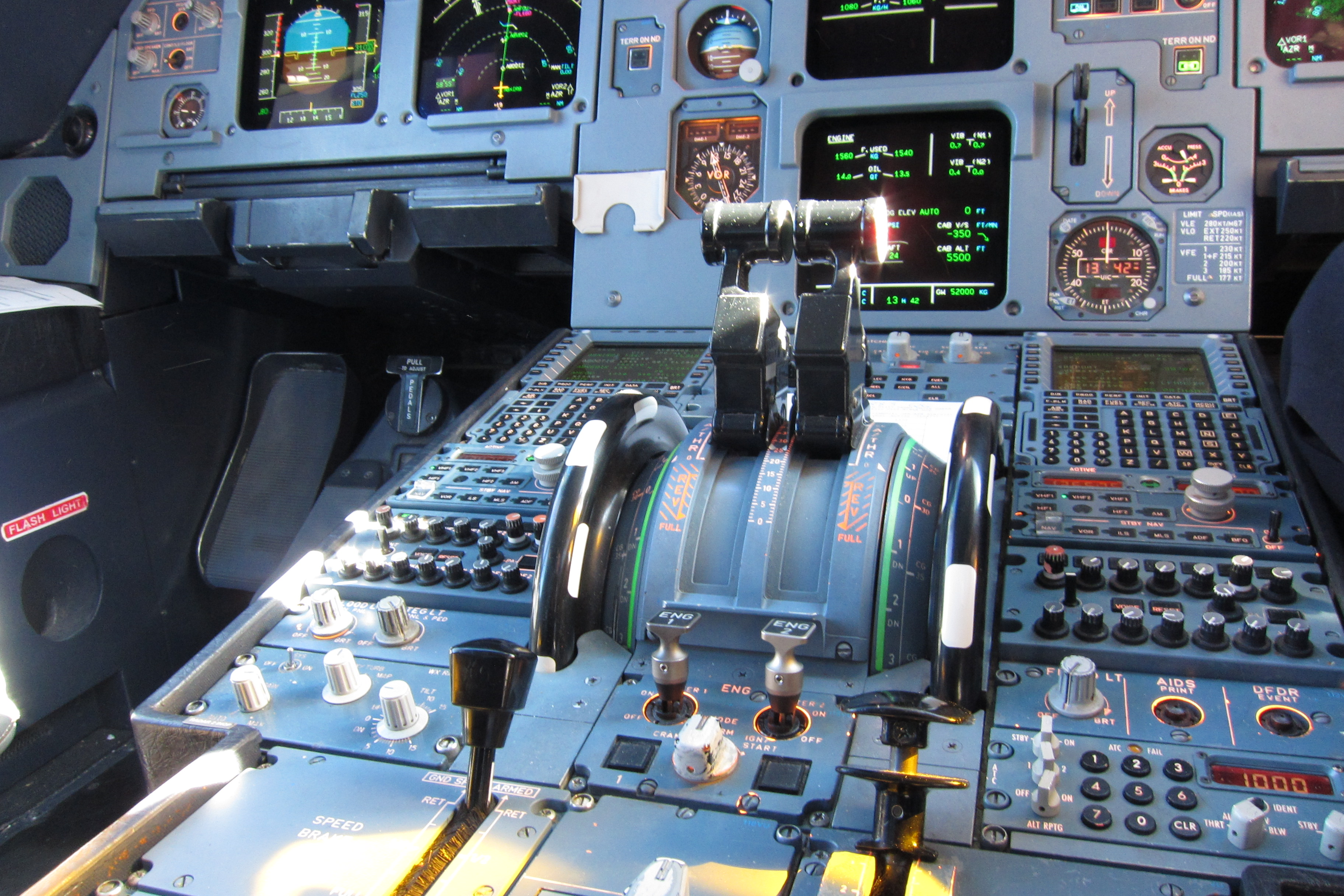
Console centrale d'un Airbus A320 montrant l' A/THR

L'automanette (en anglais Auto throttle pour Boeing ou Auto thrust pour Airbus (à partir de la génération A320), abrégé A/T ou A/THR) est le système de régulation automatique de la poussée sur les avions de ligne, remplaçant, quand elle est enclenchée, l'action du pilote sur la manette des gaz.